# Apogonia calva
Apogonia calva är en skalbaggsart som beskrevs av Karsch 1882. Apogonia calva ingår i släktet Apogonia och familjen Melolonthidae. Inga underarter finns listade i Catalogue of Life.